# Књишки мољац (слика)
Књишки мољац (нем. Der Bücherwurm) је уље на платну немачког сликара и песника Карла Шпицвега. Слика је настала око 1850. године и типична је за Шпицвегов шаљиви, анегдотски стил и карактеристична је за уметност бидермајера уопште. Слика је репрезентује интроспективно и конзервативно расположење у Европи током периода између краја Наполеонових ратова и револуција 1848. године, али у исто време се подсмева тим ставовима отелотвореним у плеснивом старом научнику кога није брига за послове овоземаљског света.

## Историја
Карл Шпицвег је насликао три варијанте овог дела. Прва варијанта, насликана је око 1850. године, наведена је под насловом Библиотекар и продата је 1852. године Игназу Куранди из Беча, и сада припада колекцији Музеја Георга Шефара у Швајнфурту. Другу варијанту истих димензија, насликао је годину дана касније и послао га на продају свом њујоршком продавцу уметничких дела. Овај примерак се нашао у уметничкој колекцији Ренеа Шлејиница, а завештан је Јавној библиотеци Милвокија и смештен у њиховој Централној библиотеци. У децембру 2014. слика је трајно позајмљена у Музеју Грохман на Техничком Универзитету у Милвокију. Трећа верзија дела насликана је 1884. године.

## Анализа
Слика приказује неуредно одевеног старијег библиофила како стоји на врху библиотечких мердевина са неколико великих књига заглављених испод руку и међу ногама док кратковидо вири у књигу. Несвестан свог очигледно кнежевског или опатијског барокног окружења, потпуно је заокупљен својим истраживањима. Марамица, нехајно стављена на погрешно место, виси из џепа. Његове црне панталоне до колена сугеришу дворски статус. Интензитет којим зури у своју књигу у прашњавој, старој, некада славној библиотеци са фрескама на плафону, одражава ставове окренуте према унутра и враћање конзервативним вредностима које су током тог периода утицале на Европу.
Слика је настала две године након што су револуције 1848. године изазвале шок за стабилни свет оличен у прашњавој самоћи библиотеке. У доњем левом углу слике види се стари избледели глобус. „Књишког мољца” не занима спољашњи свет, већ знање прошлости. Осветљен је меком златном светлошћу која је обележје Шпицвеговог дела, али интересовање научника за светлост која допире из невиђеног прозора протеже се само дотле док му омогућава да види речи на страницама својих старих књига. Висина мердевина може се само проценити: глобус предлаже могућу висину пода, али под нигде није видљив, што појачава осећај несигурности положаја заборавног научника. Исто, непозната је и величина библиотеке. Старац консултује књиге из одељка „Метафизика“, на шта указује плоча на украшеној полици. Све нам то говори о огромној библиотеци и истиче оностраност љубитеља књига.
Иако су очигледно политичку или полемичку уметност обесхрабрили конзервативни ставови који су преплавили Средњу Европу, а уметници бидермајера бирали су више неупадљиве тема него што је то била мода у периоду романтизма који му је претходио, још увек је било места за суптилне алузије и лагану сатиру. Шпицвег се на својим сликама забавља са фигурама које је види око себе. Био је готово у потпуности самоук и иако су његове технике развијене копирањем холандских мајстора, верује се да су на његове портретисање субјеката утицала дела Вилијама Хогарта и Оноре Домијеа. Иако је Књишки мољац међу његовим најочигледније сатиричним делом и иако ниједна његова слика не показује окрутну Хогартову духовитост, постоје паралеле између Хогартових ликова и оних које је приказао Шпицвег. Књишки мољац не би изгледао неумесно у сцени из Хогартове слике Брак по моди. Због тога, Шпицвега понекад називају „немачки Хогартом”.